# 山寺 (韓國)

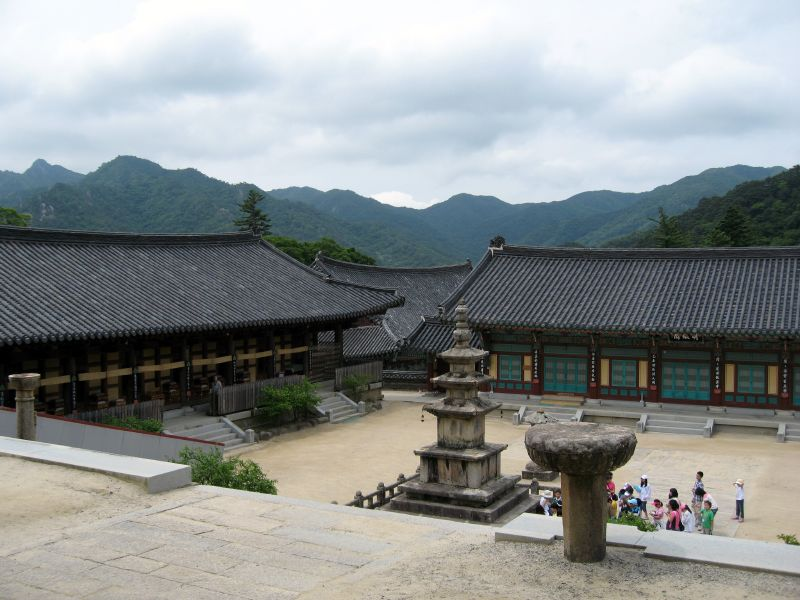
位于韓國慶尚南道伽倻山的海印寺

山寺（韓語：산사），是指统一新罗時代以來在朝鮮半島山中建築的佛寺。目前在大韓民國實際統治領土內共有785間山寺。

## 歷史
統一新羅時代和高麗時代是朝鮮半島佛教發展史上的盛期，佛教受到君主的支持。但朝鮮王朝成立後，推行排佛崇儒政策。朝鮮太宗七年（1407年），規定只有7宗88寺得以保留，其餘寺院皆被迫廢寺。朝鮮世宗六年（1424年），又限縮為36寺。
朝鮮王朝的排佛政策使佛教元氣大傷，城市中的寺院大多荒廢。而山區佛寺由於經濟較獨立，獲得一般庶民供養，使得朝鮮半島遺留至今的佛寺以山寺為主。

## 世界遺產
2018年7月，韓國7間代表性山寺以「山寺，韓國佛教名山寺廟」之名登錄為世界文化遺產，包括通度寺、浮石寺、法住寺、大興寺、鳳停寺、麻谷寺、仙巖寺，成為韓國第13座世界遺產。